# Città imperiale di Thang Long
La città imperiale di Thang Long (in lingua vietnamita Hoàng thành Thăng Long; chữ Hán: 皇城昇龍) è un complesso di edifici storici nel centro di Hanoi, in Vietnam. Nota come cittadella di Hanoi, la sua costruzione iniziò nel 1010 e fu completata all'inizio del 1011 sotto il regno dell'imperatore Lý Thái Tổ della dinastia Lý. 
La maggior parte della struttura esistente risale all'ampia ricostruzione della vecchia Cittadella Imperiale ordinata da Gia Long nel 1805, ma la Cittadella (ad eccezione della Porta Nord e della Torre della Bandiera) fu in gran parte demolita dai francesi per consentire più terreno per uffici e caserme.
Il 31 luglio del 2010, l'UNESCO l'ha inserita nella lista dei siti patrimonio mondiale dell'umanità.

## Storia

### Periodo lungo pre-Thăng
Durante la prima e la media dinastia Tang, il Vietnam moderno fu amministrato come protettorato di Annan (vietnamita: An Nam đô hộ phủ), con la sede del potere situata a Tong Binh (l'area della moderna Hanoi). Nell'866, dopo aver riconquistato il protettorato dalle forze Nanzhao, il generale della dinastia Tang, Gao Pian, ristabilì il protettorato quando i Jinghaijun ordinarono la costruzione della Cittadella di Đại La, che in seguito sarebbe diventata la Cittadella Imperiale di Thăng Long.
La caduta della dinastia Tang portò ad un periodo di turbolenta indipendenza in Vietnam chiamato Anarchia dei 12 Signori della Guerra, che terminò dopo la creazione della monarchia Đại Việt. Durante la dinastia Song, la cittadella di Đại La servì come un importante sito militare per il suo uso nelle difese contro le invasioni settentrionali e i conflitti interni, anche se non sarebbe stata ristabilita come centro di potere in An Nam fino all'ascesa al potere della dinastia Lý all'inizio dell'XI secolo.

### Periodo Lý-Trần (XI-XIV secolo)
La prima cittadella venne fondata nel 1010 sotto la dinastia Lý sul luogo di una cittadella cinese del VII secolo situata nel delta del fiume Rosso. Venne successivamente ricostruita ed espansa durante le dinastie Trần, Lê e Nguyễn. Rimase il centro amministrativo e sede della corte vietnamita fino al 1810, quando la capitale venne trasferita a Huế.
Quando il grande complesso fu costruito per la prima volta, la Cittadella di Thang Long fu realizzata secondo un piano di tre settori disposti ad anello, simile al layout moderno. Il settore più esterno è la principale fortificazione difensiva della cittadella (chiamata La thành o Kinh thành), il settore centrale è la Città Imperiale (vietnamita: Hoàng thành) e tra questi due strati si trova un'area residenziale. Il settore più interno è la Città Proibita (o "Città Proibita Viola", dal vietnamita Tử cấm thành, termine identico alla Città Proibita di Pechino). Nel 1029, Lý Thái Tông ricostruì l'intera Città Proibita dopo che era stata distrutta dalla Ribellione dei Re Magi. Più tardi i sovrani Lý e delle altre dinastie avrebbero apportato aggiunte e ristrutturazioni al complesso.
I resti materiali della struttura originaria si limitano alle fondamenta del complesso (per lo più in cotto), a un esteso sistema di drenaggio e a varie decorazioni architettoniche regie.  I sistemi di drenaggio e di fondazione sono indicativi del disegno urbano su larga scala del sito. Associati alla visione comune della dinastia Lý come una "età dell'oro" vietnamita,  i resti archeologici hanno un profondo significato per la storia nazionale del Vietnam.

### Periodo Lê-Mạc (XV-XVIII secolo)
In seguito alla vittoriosa rivoluzione contro l'occupazione della dinastia Ming, Lê Lợi prese il nome di Lê Thái Tổ. Nel 1428 fu fondata la dinastia Lê, con la capitale ancora a Thăng Long ma con il nuovo nome di Đông Kinh. Il regno di Đông Kinh sotto la dinastia Lê fu molto simile al regno di Thăng Long sotto la dinastia Lý, con il cambio di nome in gran parte simbolico. Lê Thái Tổ ordinò la riparazione della cittadella dopo i danni causati dalla guerra con l'esercito Ming.
I governanti durante la dinastia Mạc, controllarono Đông Kinh dal 1527 al 1592. Nel 1585 iniziò un periodo di costruzione sotto Mạc Mậu Hợp. Nel 1592, la cittadella fu occupata dagli eserciti della dinastia Revival Lê e ristabilita come capitale della dinastia, subendo ulteriori riparazioni nel 1599 e fungendo da sede simbolica del potere e cuore amministrativo per i signori Trịnh.

### Periodo Nguyễn-francese (XVIII - XX secolo)
Quando la dinastia Nguyễn prese il controllo nel 1802, dopo un periodo di guerra e l'influenza della dinastia Qing, la capitale di Đại Việt fu spostata a Huế. Una nuova Cittadella Imperiale, che seguiva lo stesso piano a tre settori della Cittadella Imperiale di Thăng Long, fu costruita lì. Gran parte di ciò che era rimasto della Cittadella Imperiale di Thăng Long dopo la guerra distruttiva alla fine del XVIII secolo fu utilizzato per la costruzione della nuova cittadella.
Nel 1805, Gia Long promulgò un'ampia ricostruzione dell'antica Cittadella Imperiale che troncò il complesso e ricostruì il muro esterno in stile francese Vauban. Nel 1831, durante la sua riforma amministrativa, Minh Mang cambiò il nome di Thăng Long in provincia di Hanoi. Questo nome esistette fino al 1888, quando la dinastia Nguyễn cedette ufficialmente Hanoi ai francesi, dopodiché sarebbe diventata la capitale amministrativa della Federazione Francese d'Indocina.
Quando fu controllata dai francesi come capitale dell'Indocina (1885-1954), la Cittadella di Hanoi fu in gran parte demolita per farne il terreno per uffici e caserme. Fatta eccezione per la Porta Nord e la Torre della Bandiera, ciò che rimane fino ad oggi della cittadella di Hanoi è solo un sito archeologico restaurato. Il restauro sistematico e gli scavi sono iniziati nel 21° secolo. A metà del 1945 la Cittadella fu utilizzata dall'esercito imperiale giapponese per imprigionare oltre 4000 soldati coloniali francesi catturati durante il colpo di stato del marzo di quell'anno.

### Periodo Repubblica Democratica-Repubblica Socialista (XX secolo-oggi)
Durante il periodo della Repubblica Democratica del Vietnam, la Cittadella Imperiale fu utilizzata come capitale amministrativa e quartier generale del Ministero della Difesa e dell'Esercito nordvietnamita. Diverse strutture francesi sono state distrutte o riutilizzate, tra cui quello che oggi è il Museo di Storia Militare del Vietnam (ex quartier generale militare francese). Vari rifugi antiaerei vennero costruiti al disotto di strutture della cittadella per offrire protezione durante i bombardamenti statunitensi.
Tra il 1998 e il 2000 sono stati apportati piccoli lavori di ristrutturazione al sito in modo che fosse più accessibile e sicuro per i visitatori. Importanti scoperte archeologiche sono state fatte nell'ambito di un progetto di costruzione nel 2002-2004. Nel 2004, il Ministero della Difesa si è trasferito dal Settore Centrale del sito in modo che le reliquie potessero essere conservate più completamente dal Dipartimento della Cultura e dell'Informazione del Comitato del Popolo di Hanoi.
Nel 2009, la Cittadella è stata iscritta come "Reliquia Speciale di Importanza Nazionale" (Special National Site), diventando così il primo sito elencato in quella categoria. Il Settore Centrale della Cittadella Imperiale è stato inserito nell'elenco del Patrimonio Mondiale dell'UNESCO il 31 luglio 2010.

### I resti archeologici

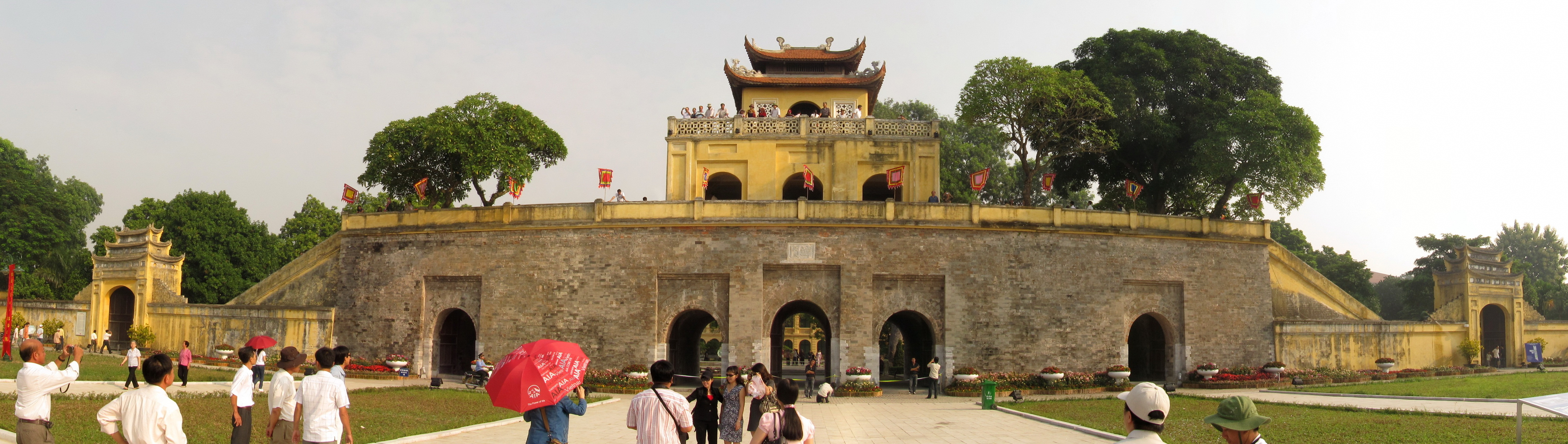
Đoan Môn, la porta principale del complesso sontuoso degli imperatori Lê

I palazzi reali e gli edifici della dinastia Lý furono in gran parte distrutti dalla dinastia Nguyễn durante la ricostruzione all'inizio del XIX secolo. Molte strutture della dinastia Nguyễn furono successivamente distrutte alla fine del XIX secolo durante i periodi di controllo francese e giapponese. Le poche strutture rimaste all'interno del complesso reale sono la Porta Principale (Đoan Môn), che segna l'ingresso meridionale del palazzo reale; la Torre della Bandiera di Hanoi (Cột cờ Hà Nội); i gradini del Palazzo Kinh Thiên (Điện Kính Thiên); il Palazzo Posteriore (Hậu Lâu).
I resti architettonici e fondanti della Città Imperiale sono stati scoperti sul sito dell'ex sala Ba Đình al 18 di Hoàng Diệu Street, quando la struttura è stata demolita nel 2008 per far posto a un nuovo edificio del parlamento. Vari resti archeologici rinvenuti sono stati portati al Museo Nazionale per essere esposti. Finora è stata scavata solo una piccola parte di Thăng Long.  Dallo scavo iniziale, nel sito sono stati realizzati molti progetti di restauro e conservazione del patrimonio, tra cui diversi progetti nazionali e una forte spinta per il riconoscimento dell'UNESCO. Il sito riconosciuto patrimonio dell'umanità è di circa 18 ettari che comprendono due aree primarie: la stessa Antica Cittadella di Hanoi, dove rimane la maggior parte della dinastia Nguyễn in piedi, e il Sito Archeologico 18 Hoàng Diệu Street direttamente a est (compresa una zona cuscinetto di 108 ettari per un'area protetta di circa 126 ettari, su un totale di 140 ettari contenenti l'intera Cittadella Imperiale). L'Antica Cittadella è costruita su un asse nord-sud leggermente sfalsato e organizzata secondo i principi geomantici tradizionali (phong thuy; feng shui) che conferiscono al sito un significato storico e spirituale.